# (33893) 2000 KB26
2000 KB26 (asteroide 33893) é um asteroide da cintura principal. Possui uma excentricidade de 0,19642840 e uma inclinação de 11,70464º.
Este asteroide foi descoberto no dia 28 de maio de 2000 por LINEAR em Socorro.